# هوغو هوغنكامب
هوغو هوغنكامب (بالهولندية: Hugo Hovenkamp)‏ ، من مواليد 5 أكتوبر 1950 ، لاعب كرة قدم هولندي سابق.
لعب مع منتخب هولندا لكرة القدم.

## روابط خارجية
- هوغو هوغنكامب على موقع الاتحاد الدولي (مؤرشف)  (الإنجليزية)
- هوغو هوغنكامب على موقع الاتحاد الأوربي (الإنجليزية)
- هوغو هوغنكامب على موقع قاعدة بيانات كرة القدم.إي يو (الإنجليزية)
- هوغو هوغنكامب على موقع ناشيونال فوتبول تيمز (الإنجليزية)